# Советско-финский вооружённый конфликт (1918—1920)

Силы «красных» и «белых» к февралю 1918 года. Финляндия показана в границах Великого княжества Финляндского.

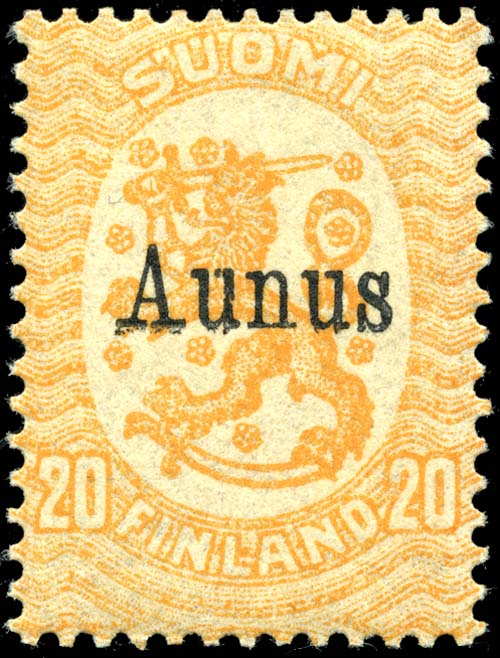
Финская почтовая марка для занятых территорий Карелии, с надпечаткой Aunus (Олонец, по-фински), 1919

Печенгская область, перешедшая Финляндии в 1920 году

Советско-финский вооружённый конфликт (1918—1920) (фин. Heimosodat) — боевые действия между белофиннами и частями РККА на территории Советской России (март 1918 — октябрь 1920), которые ни в финляндской, ни в советской исторической литературе войной не числятся. Согласно определению историка В. В. Похлебкина, это было «вооружённое нападение Финляндии на Советскую Карелию в 1918—1920 годах, начавшееся в марте 1918-го и закончившееся в мае 1920 года».
В марте 1918 года, преследуя противника (финских «красных») в ходе Гражданской войны в Финляндии, вооружённые формирования белофиннов пересекли российско-финляндскую границу и вошли в Восточную Карелию (см. Северокарельское государство, Олонецкое правительство). Боевые действия завершились 14 октября 1920 года подписанием Тартуского мирного договора между РСФСР и Финляндией, зафиксировавшего ряд территориальных уступок со стороны Советской России.

## Предыстория
Октябрьская революция 1917 года в Петрограде положила начало захвату власти большевиками во всех крупнейших городах бывшей Российской империи. В то же время по всей стране зарождались центры объединения антибольшевистских сил. В России началась гражданская война.
Падение Российского самодержавия и Октябрьская революция 1917 года позволили финляндскому Сенату объявить 6 декабря 1917 года независимость. 18 (31) декабря 1917 года независимость Финляндской Республики была признана Советом Народных Комиссаров. Финляндия признала, в свою очередь, правительство большевиков. В стране при этом усилились беспорядки и обострилась борьба «красных» и «белых», которая к январю 1918 года переросла в гражданскую войну. Белофинские отряды контролировали северную и центральную части страны, южная же часть с большинством крупных городов, где были сосредоточены большевизированные части бывшей Русской императорской армии, была занята отрядами финской Красной гвардии.

## Причины
В 1918 году на территории северной и центральной России вспыхивали восстания, такие как Ярославское, Ижевско-Воткинское, Тамбовское, провозглашались независимые территории. В случае с Северокарельским государством, Ребольской волостью, Пораярви восставшие надеялись на помощь соседней Финляндии, с которой имели общий язык и исторические связи. На волне успеха в Финляндии белые надеялись на большее. Советская Россия вела борьбу на нескольких фронтах и не могла противостоять Германии. Польша, Литва, Латвия, Эстония также были примером удачной борьбы с большевизмом с использованием иностранной поддержки. Среди финнов большое распространение получила идея Великой Финляндии.
События можно разделить на два этапа. Первый: интернациональная борьба с большевиками в надежде на победу белого движения в целом по России. И второй этап, когда стало понятно, что Советская власть устоит, и можно надеяться только на тактические успехи на местах, опираясь на национальное движение и иностранную помощь. Понятия оккупации и освобождения в этот исторический период чрезвычайно относительны и расплывчаты. В советской историографии было принято рассматривать только территориальные и военные аспекты войны. Но в то же время 30 000 переселенцев, ушедших в Финляндию, показывают отношение некоторой части населения к советизации.

## Начальный период
С 27 января по 15 мая 1918 года на территории Финляндии шла гражданская война, между «красными» (фин. punaiset, punikki), радикальными левыми, возглавляемыми Советом народных уполномоченных Финляндии; и «белыми» (фин. valkoiset), буржуазно-демократическими силами финского Сената. Красных поддержала Российская Советская Республика (отправка оружия и красногвардейцев), тогда как белые получали военную помощь от Германской империи и, неофициально, от Швеции (шведские добровольцы, военный контингент и силы флота на Аландских островах). В ходе этой войны, по мере отступления «красных», произошло проникновение белофинских отрядов на территорию Советской России (Восточную Карелию). Главными направлениями продвижения были города Ухта и Кемь.
23 февраля 1918 года, находясь на станции Антреа (ныне в Каменногорске), обращаясь к войскам, верховный главнокомандующий финской армии генерал Карл Густав Маннергейм произнёс свою речь, «клятву меча», в которой заявил, что «не вложит меч в ножны,… прежде чем последний вояка и хулиган Ленина не будет изгнан как из Финляндии, так и из Беломорской Карелии». Официального объявления войны, однако, со стороны Финляндии не последовало. К желанию генерала Маннергейма стать спасителем «старой России» в Финляндии относились отрицательно, как минимум требовали поддержки западных стран и гарантий того, что «белая Россия» признает финскую независимость.
27 февраля правительство Финляндии направило ходатайство Германии, чтобы та, как воюющая против России страна, рассматривая Финляндию как союзницу Германии, потребовала бы от России заключить мир с Финляндией на основе присоединения Восточной Карелии к Финляндии. Предложенная финнами будущая граница с Россией должна была проходить по линии Восточное побережье Ладожского озера — Онежское озеро — Белое море.
К началу марта в ставке Маннергейма был разработан план организации «национальных восстаний в Восточной Карелии» и выделены специальные финские инструкторы — кадровые военные для создания очагов восстания.
3 марта 1918 года был подписан Брестский мир между Советской Россией и странами Четверного союза: (Германией, Австро-Венгрией, Турцией, Болгарией). Российские гарнизоны выводились из Финляндии. Красные финны потерпели поражение и скрылись в Карелии.
6 марта командующий Северным военным округом (фин. Pohjolan sotilaspiiri) старший лейтенант егерей Курт Валлениус предложил Маннергейму начать наступление в Восточной Карелии. В этот день в Хельсинки был создан «Временный Комитет Восточной Карелии» — орган по введению оккупационной администрации в Советской Карелии и подготовлены три группы вторжения.
6—7 марта появилось официальное заявление главы финляндского государства — регента Пера Эвинда Свинхувуда о том, что Финляндия готова пойти на мир с Советской Россией на «умеренных Брестских условиях», то есть в случае, если к Финляндии отойдут Восточная Карелия, часть Мурманской железной дороги и весь Кольский полуостров.
7—8 марта император Германии Вильгельм II ответил на обращение правительства Финляндии, что Германия не будет вести войну за финские интересы с Советским правительством, подписавшим Брестский мир, и не будет поддерживать военные действия Финляндии, если та перенесёт их за пределы своих границ.

## Начало боевых действий
7 марта финский премьер-министр заявил претензии на Восточную Карелию и Кольский полуостров, а 15 марта генерал Маннергейм подписал приказ о выступлении на завоевание Восточной Карелии трёх финских групп вторжения. Он утвердил «план Валлениуса», предусматривающий захват части бывшей территории Российской империи до линии Петсамо (Печенга) — Кольский полуостров — Белое море — Онежское озеро — река Свирь — Ладожское озеро. Маннергейм выдвинул также план ликвидации Петрограда как столицы Советской России и превращения города и прилегающей территории городов-спутников (Царское Село, Гатчина, Петергоф, Ораниенбаум и др.) в «свободный город-республику» наподобие Данцига.
18 марта в посёлке Ухта (Калевальский район), занятом финскими войсками, собрался «Временный Комитет по Восточной Карелии», принявший постановление о присоединении Восточной Карелии к Финляндии.
Высадка немецких войск в Финляндии и занятие ими Гельсингфорса вызвало серьёзное беспокойство у стран Антанты, воевавших с Германией. С марта 1918 года в Мурманске по соглашению с большевистским правительством высаживаются войска Антанты для защиты Мурманска и железной дороги от возможного наступления германо-финских войск. Из отступивших на восток красных финнов британцы сформировали Мурманский легион во главе с Оскари Токоем для действий против связанных с немцами белофиннов.
10—12 мая финские отряды атаковали Печенгу, но были отбиты красногвардейцами и пришедшими им на помощь британскими матросами с крейсера «Кохрэйн», которые рассматривали белофиннов как союзников враждебной Кайзеровской Германии.
15 мая Ставка Маннергейма опубликовала решение правительства Финляндии объявить войну Советской России.
22 мая, обосновывая решение руководства Финляндии начать войну против Советской России на заседании Сейма, депутат и один из руководителей финского Министерства иностранных дел (позднее, в 1921—1922 годах, вице-премьер) профессор Рафаэль Вольдемар Эрих заявил: «Финляндией будет предъявлен иск России за убытки, причиненные войной [гражданской войной в Финляндии]. Размер этих убытков может быть покрыт только присоединением к Финляндии Восточной Карелии и Мурманского побережья (Кольского полуострова)».
15 октября 1918 года белофинны оккупировали Ребольскую волость в Советской Карелии.
В ноябре 1918 года Германия капитулировала, а финское правительство переориентировалось на Британскую империю. Таким образом, британские войска стали видеть в финнах не врагов, а союзников в борьбе с Советской Россией. 12 декабря финский парламент избрал Маннергейма регентом, то есть фактически диктатором Финляндии. 30 декабря 1918 года финские войска под командованием генерала Ветцера высадились в Эстонии, где оказали помощь эстонскому правительству в борьбе с большевистскими войсками.
В январе 1919 года финны заняли Поросозерную волость Повенецкого уезда (Медвежьегорский район).
21—22 апреля Олонецкая добровольческая армия с территории Финляндии начала массированное наступление в Советской Карелии на олонецком направлении.
21 апреля финны заняли Видлицу, 23 апреля — Тулоксу, вечером того же дня — город Олонец, 24 апреля заняли Вешкелицу, 25 апреля подошли к Пряже, вышли в район Сулажгоры и начали угрожать непосредственно Петрозаводску. Одновременно Петрозаводску с севера угрожали британские, канадские и белогвардейские войска. В конце апреля Красной армии удалось сдержать наступление финнов на Петрозаводск.
В мае белогвардейские войска в Эстонии начинали военные действия, угрожая Петрограду.
2 мая Совет Обороны РСФСР объявил Петроградскую, Олонецкую и Череповецкую губернии на осадном положении. В мае-июне 1919 года финны предприняли наступление на район Лодейного Поля и переправились через Свирь.

## Видлицкая операция
22 июня 1919 года советским войскам Междуозёрного района был отдан приказ: отбросить противника за границу Финляндии. Для этого было решено нанести удар силами специально созданной флотилии из 8 кораблей огневой поддержки и 4 пароходов с десантом. 27 июня после артподготовки началась высадка десанта, в котором участвовал и полк красных финнов Антикайнена. Финны на этом направлении отступили.
С 1 августа начались ежедневные бомбардировки Кронштадта самолётами, базировавшимися на финской территории. Во время бомбардировки Кронштадта 13 августа произошёл большой пожар складов леса, а также сгорело здание таможни. 18 августа английскими торпедными катерами была произведена атака на корабли Балтийского флота, стоявшие в Средней гавани Кронштадта. С советской стороны получили повреждения линкор Андрей Первозванный и плавбаза подводных лодок Память Азова, а эсминец Гавриил потопил три катера. 31 августа подводная лодка «Пантера» возле острова Сескар потопила английский эсминец «Виттория».
11 октября войска Юденича начали наступление на Петроград и дошли до Пулковских высот, но были разбиты. В декабре 1919 года английский флот ушёл из Финского залива. 31 декабря 1919 года в Тарту было подписано перемирие с Эстонией.
18 мая 1920 года части Красной армии ликвидировали так называемое Северокарельское государство со столицей в посёлке Ухта (Архангельская губерния), которое получало финансовую и военную помощь от финского правительства. Только в июле 1920 года финнов удалось выбить с большей части восточной Карелии. Финские войска остались только в Ребольской и Поросозерской волостях Восточной Карелии.
В 1920 году по Тартускому мирному договору Советская Россия пошла на территориальные уступки: Финляндия получила Печенгскую область в Заполярье, западную часть полуострова Рыбачий и большую часть полуострова Среднего.